# Luxor Theater

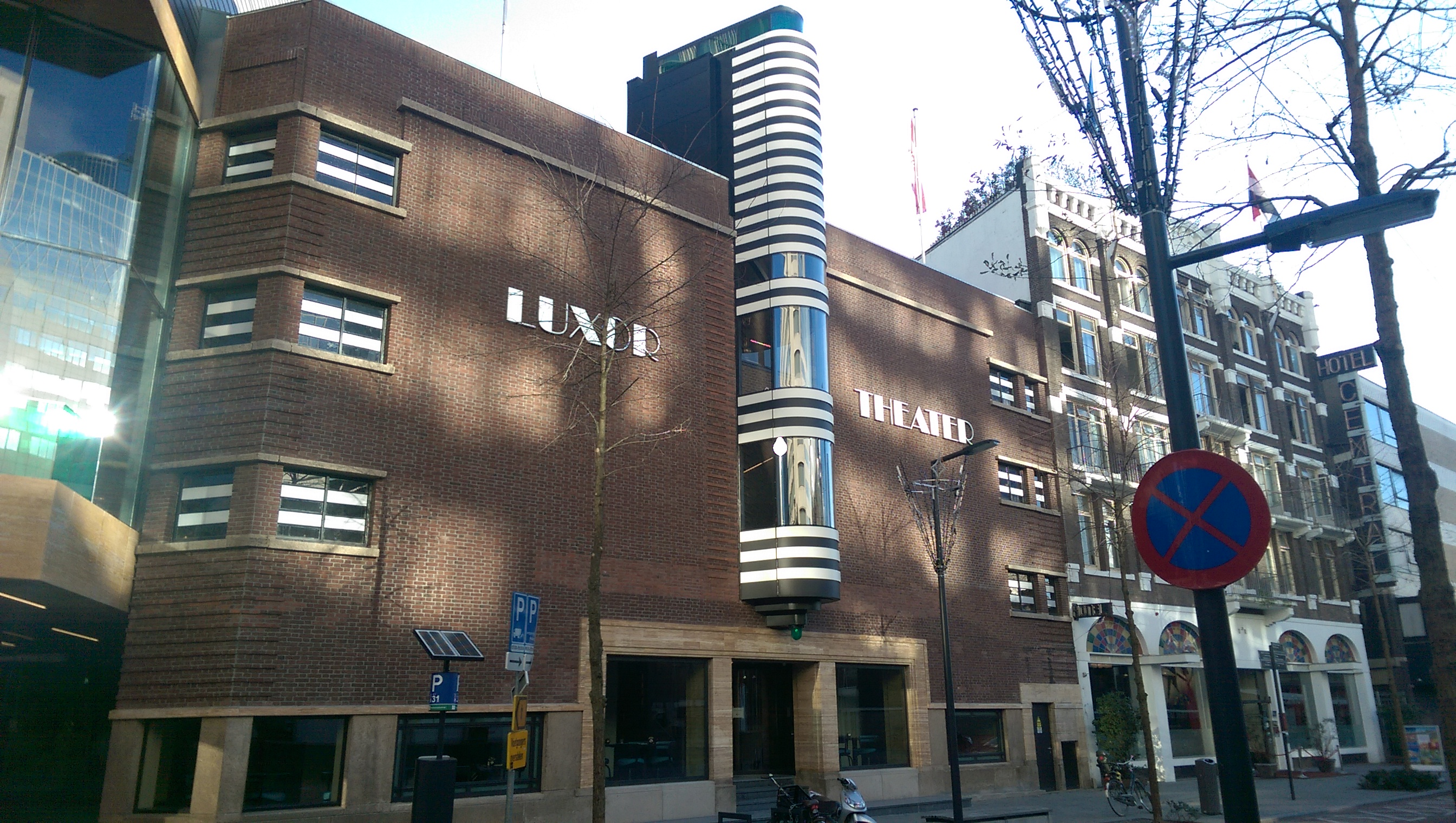
Die neue Fassade vom Luxor Theater auf der Kruiskade

Das Luxor Theater in Rotterdam wurde im Jahr 1917 an der Kruiskade eröffnet.

## Altes Luxor Theater
Das 1917 von Architekt Pieter Vermaas entworfene Luxuskino entwickelte sich zum ultimativen Entertainment-Theater Rotterdams. Es wurde 1974 in ein Theater mit 909 Sitzplätzen umgewandelt, darunter 118 gemütlichen Kuschelsitzen. 2014 renoviert ist es heute eine Plattform für Comedy-Talente, intime Konzerte und schöne Bühnenproduktionen.

## Neues Luxor Theater
Im Jahr 2001 wurde ein neues Luxor Theater an der Southbank nahe der Erasmusbrücke nach Plänen von Peter Wilson gebaut.

## Galerie

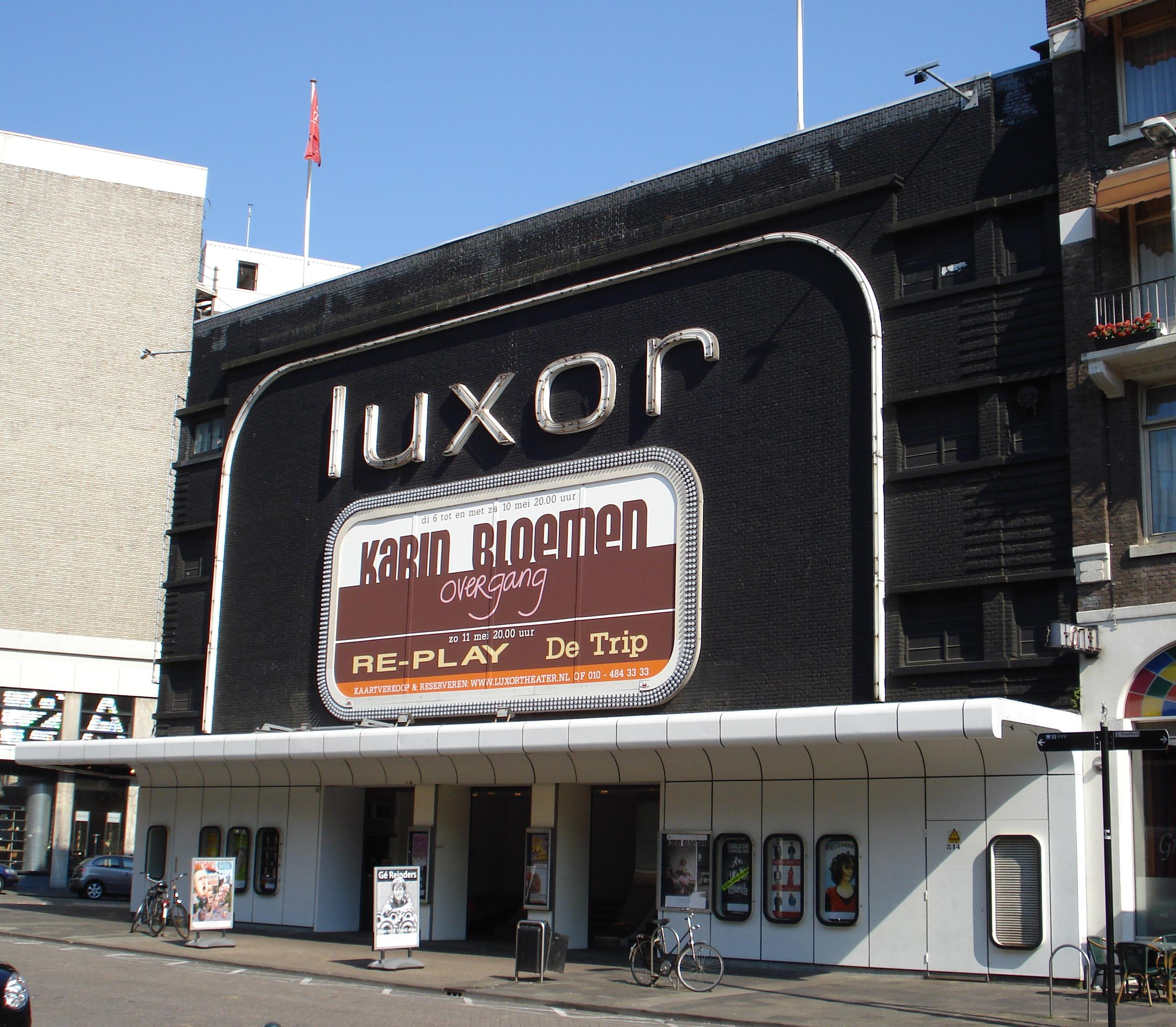
Die alte Fassade des Alten Luxor
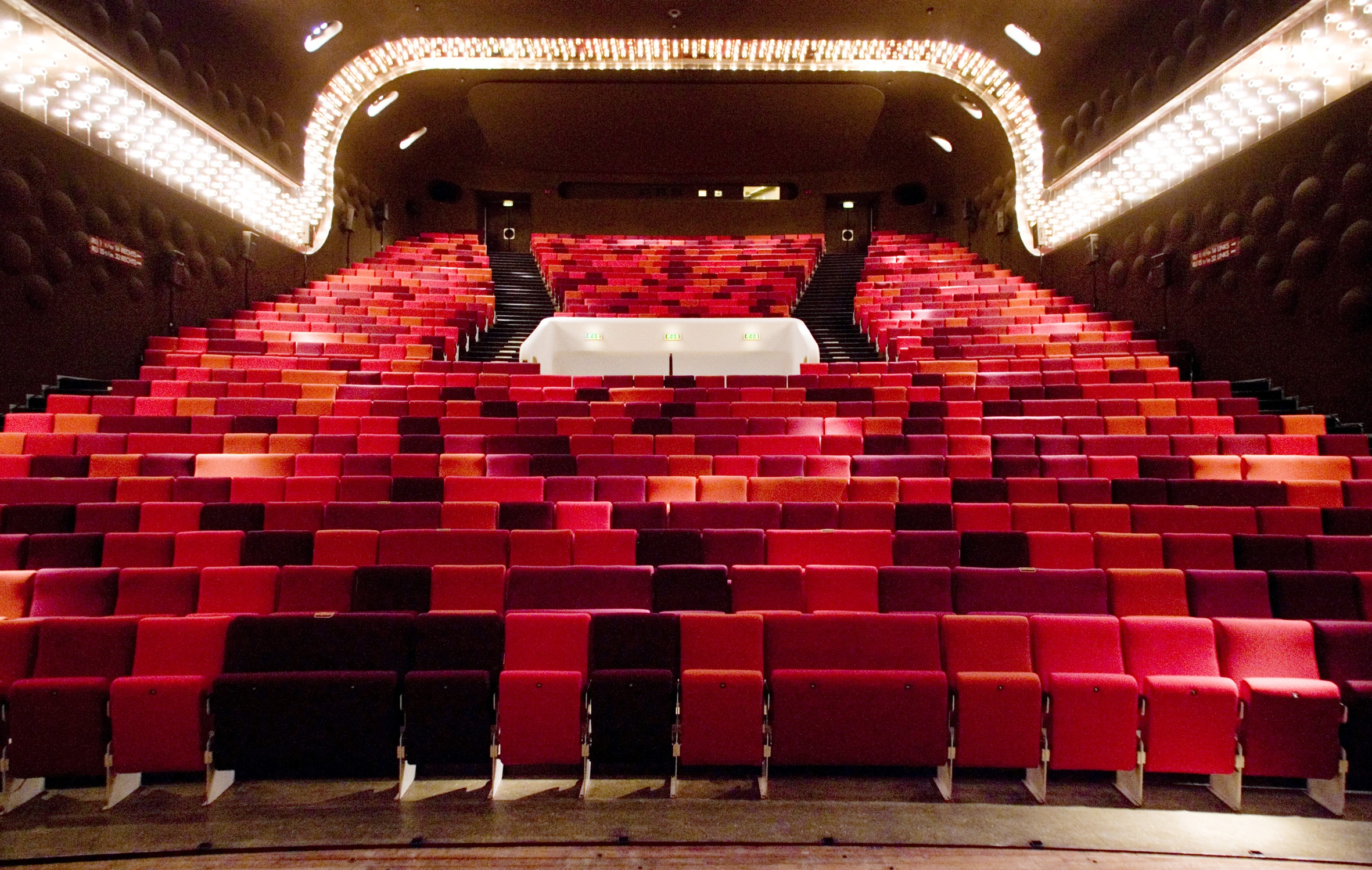
Saal im alten Luxor mit rund 900 Plätzen
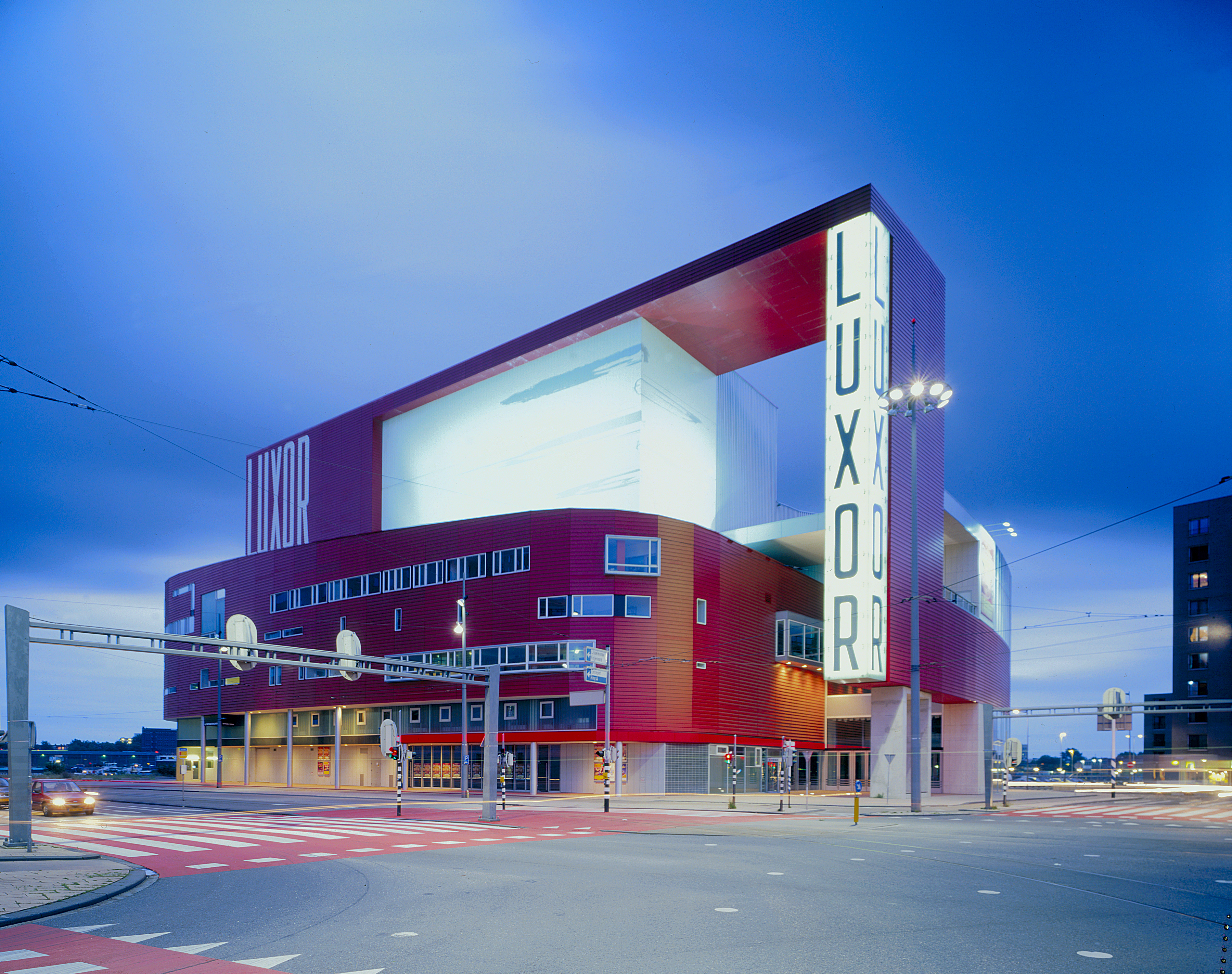
Neues Luxor an der Wilhelminaplein
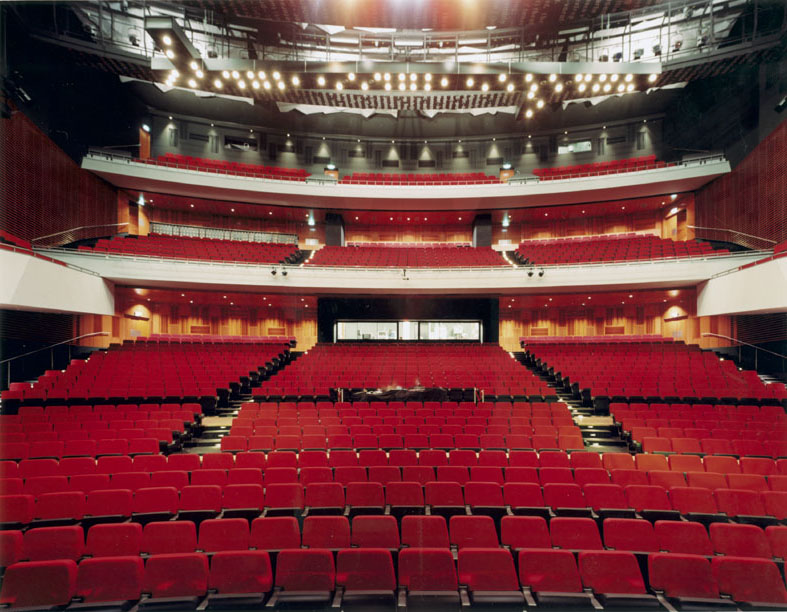
Saal im Neuen Luxor mit rund 1500 Plätzen